# Croissel
Der Croissel ist ein Fluss in Frankreich, der in der Region Pays de la Loire verläuft. Er entspringt an der Gemeindegrenze von Cornouaille und Belligné, entwässert anfangs in östlicher Richtung, dreht dann aber auf West und mündet nach insgesamt rund 23 Kilometern im Ortsgebiet von Saint-Mars-la-Jaille als linker Nebenfluss in die Erdre, die hier zu einem kleinen See aufgestaut ist. Auf seinem Weg durchquert der Croissel die Départements Maine-et-Loire und Loire-Atlantique.

## Orte am Fluss
(Reihenfolge in Fließrichtung)
- La Cornuaille
- Saint-Mars-la-Jaille